# مجرم (فیلم ۱۹۶۰)
مجرم (انگلیسی: The Criminal) یک فیلم بریتانیایی در ژانر جنایی، سرقت، درام و نوآر به کارگردانی جوزف لوزی محصول سال ۱۹۶۰ است.

## بازیگران
- استنلی بیکر
- سام وانامیکر
- پاتریک مگی
- لورنس نیسمیت
- گرگوار آسلان
- روپرت دیویس
- جان ون ایسین
- دِرِک فرانسیس